# کینلوچ (میزوری)
کینلوچ (به انگلیسی: Kinloch) یک شهر در ایالات متحده آمریکا است که در شهرستان سنت لوئیس، میزوری واقع شده‌است. کینلوچ ۱٫۸۹ کیلومتر مربع مساحت و ۱٬۰۰۰ نفر جمعیت دارد و ۱۸۵ متر بالاتر از سطح دریا قرار دارد.